# Набережная Академика Туполева
На́бережная Акаде́мика Ту́полева (название утверждено 14 сентября 1973 года, до переименования — Салтыко́вская и Разумо́вская на́бережные) — набережная в Центральном административном округе города Москвы на территории Басманного района. Пролегает от Сыромятнического проезда до улицы Радио по правому берегу Яузы. Нумерация домов начинается от Сыромятнического проезда. К набережной примыкают Мрузовский переулок и Елизаветинский переулок, пешеходный Салтыковский мост; над набережной проходит мост Третьего транспортного кольца, не имеющий с ней прямой связи.

## Происхождение названия
Названа в 1973 году в честь академика А. Н. Туполева (1888—1972) — авиаконструктора, трижды Героя Социалистического Труда (1945, 1957, 1972). Здесь с 1918 года по настоящее время[какое?] располагалось конструкторское бюро с опытным заводом, сменившее множество названий — от ЦАГИ и авиазавода №156 до нынешнего ПАО «Туполев». В настоящее время[какое?] в зданиях бывшего КБ Туполева и опытного завода разместились коммерческие организации. Однако в двух корпусах инженеры ПАО «Туполев» до сих пор трудятся над созданием новых летательных аппаратов.

## История
До начала XX века на месте современного Елизаветинского переулка протекала река Чечёра (приток Яузы) с многочисленными плотинами и прудами. Разливы Чечёры угрожали железнодорожному хозяйству у трёх вокзалов и многочисленным складам вокруг них, поэтому в 1901—1910 гг. городские власти осушили крупнейшие пруды, а русло Чечёры упрятали в подземный коллектор. На его месте возникли переулки: Елизаветинский и Чечёрский (часть современной Доброслободской улицы). К западу от старого русла сохранились пруды, засыпанные только в 1930-е годы.
Салтыковская и Разумовская набережные, запланированные в 1900-е годы, появились на карте города только в 1920-е — это были проезды вдоль естественных, не облицованных камнем берегов реки; русло Яузы существенно отличалось от современного. Две набережные разделяла не существующая сегодня Салтыковская улица — продолжение Бауманской улицы, впоследствии отрезанная от Яузы промышленной застройкой. В 1932 году на набережную пришёл трамвай, связавший Лефортово и район Бауманских улиц с Курским вокзалом.
В 1936—1939 годах в рамках реконструкции водного хозяйства города, приуроченного к пуску канала имени Москвы, яузские пруды были засыпаны, русло Яузы расчищено и спрямлено, а на месте бывшего Золоторожского моста, соединявшего Сыромятнический проезд с Лефортовым, русло Яузы расширили, насыпали искусственный остров и устроили плотину и шлюз — Яузский (Сыромятнический) гидроузел. Его основной задачей было предупреждение наводнений во время весенних паводков и ливней. Плотина обеспечивает перепад уровней в 4 метра. Архитектурную часть шлюза, действующего по сей день, проектировали Г. П. Гольц, Н. Беседа, скульптурное оформление — И. Рабинович, Н. Шильников, Н. Вентцель, О. Клинице, фрески — художник М. Оленев; этот шлюз — единственный охраняемый памятник на набережной. Несколько ниже шлюза находится устье речки Черногрязки, также текущей в коллекторе.

В те же годы появилась и собственно набережная с твёрдым покрытием.

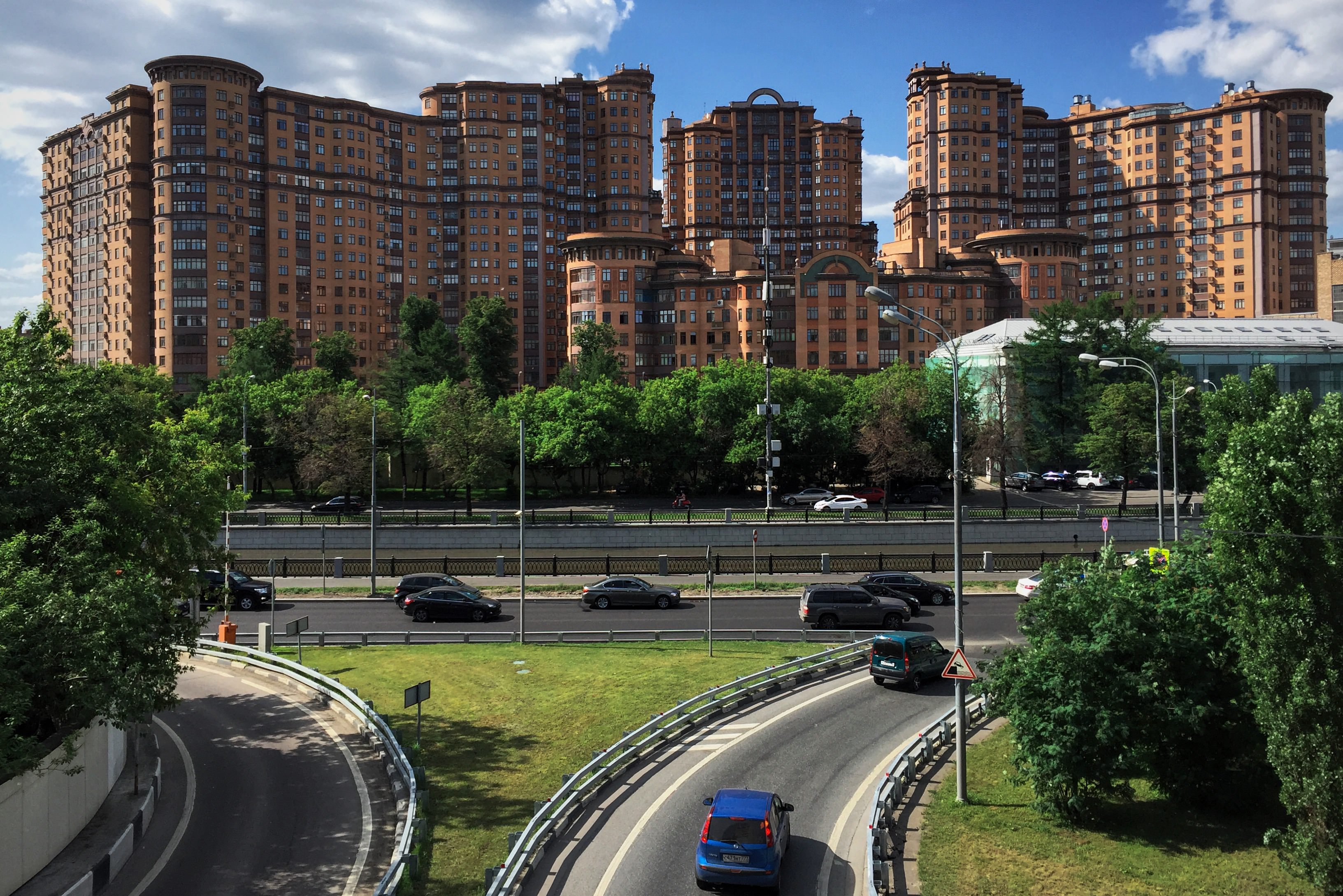
Жилой комплекс «Каскад»

В 2004 году в излучине Яузы между улицей Радио и Салтыковским мостом, на месте бывших корпусов «АНТК им. А. Н. Туполева», развернулось строительство высотного жилого комплекса «Каскад». Кварталы между Сыромятническим проездом и Елизаветинским переулком сохраняют старую промышленную застройку.

## Примечательные здания и сооружения
По нечётной стороне:

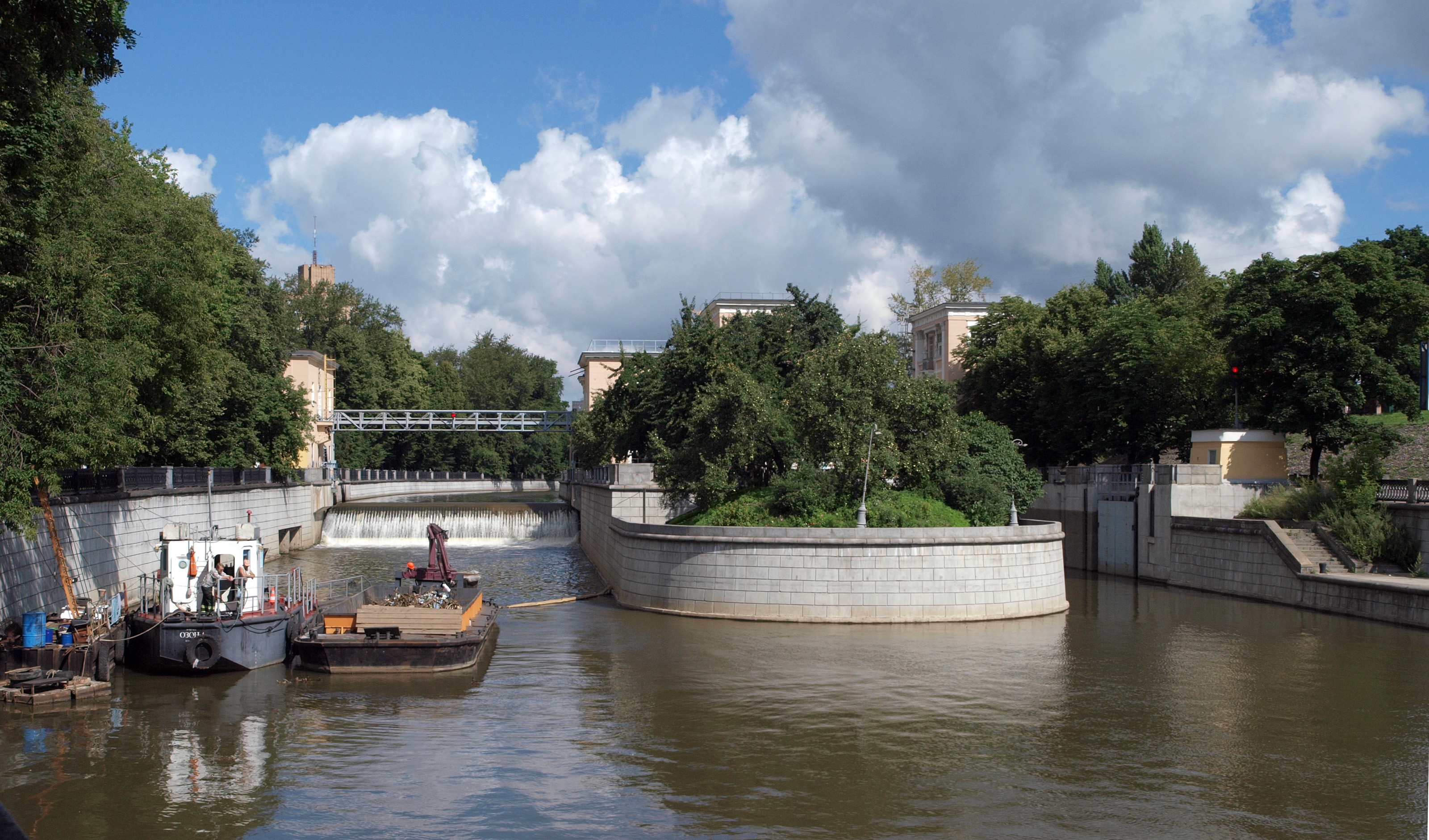
Яузский шлюз.

- № 2 — шлюз Яузского (Сыромятнического) гидроузла, 1938—1939, архитектор Г. П. Гольц. Имеются 2 причала «Разумовский» и «Туполевский», используемые техническим флотом.

По чётной стороне:
- № 15, корп 2 — офисный комплекс «Туполев Плаза» (реконструирован из прежнего здания; 2004—2006, архитекторы Д. Бархин, А. Бархин, Н. Басангова и другие)[9].

## Транспорт
- Трамвайные маршруты Б, 24 от станций метро «Курская» (Кольцевая линия) и «Чкаловская» (остановки «Набережная Академика Туполева», «Елизаветинский переулок»).